# 고리형 펩타이드

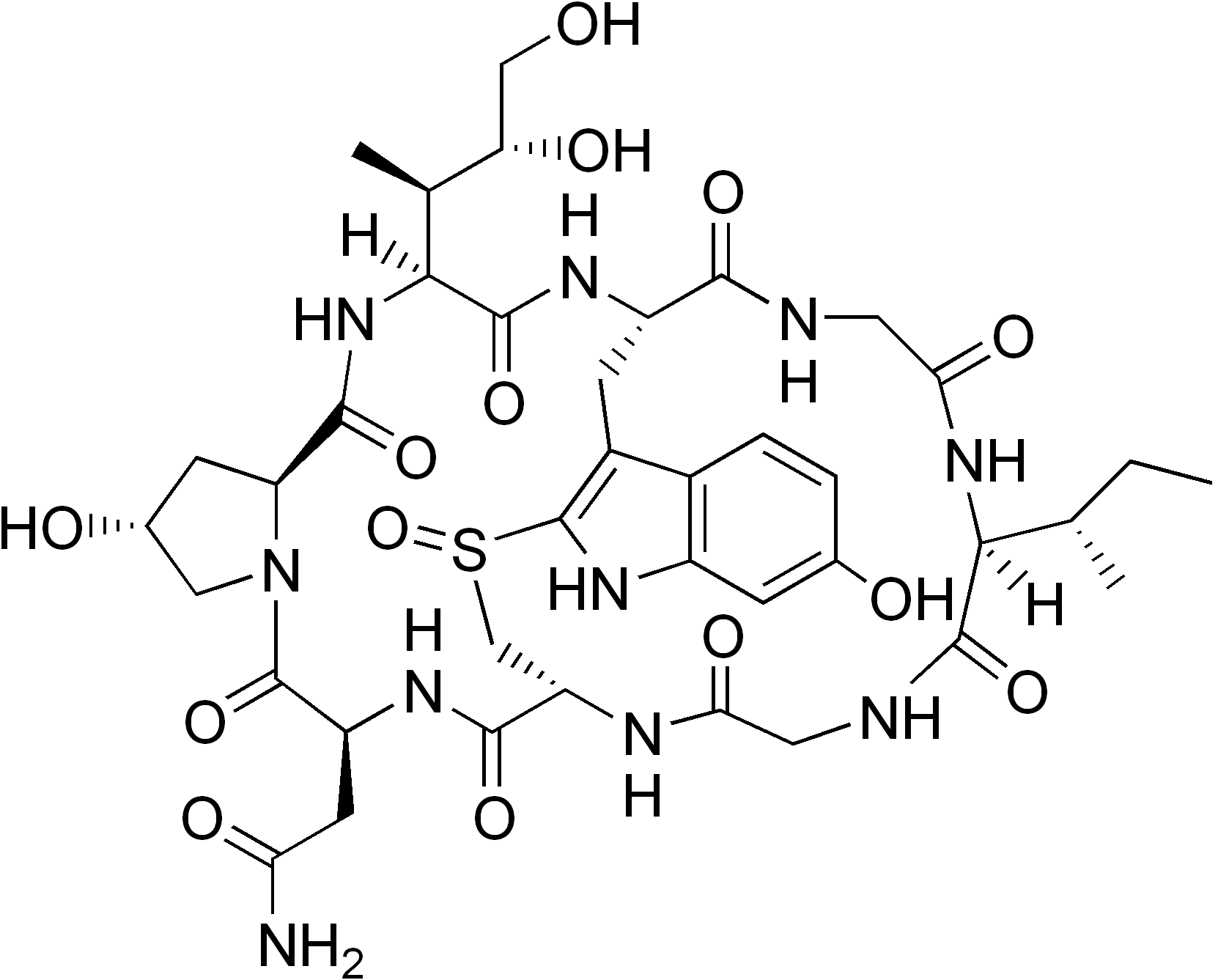
α-아마니틴의 구조

바시트라신의 구조

사이클로스포린의 구조

고리형 펩타이드(영어: cyclic peptide)는 고리 구조의 결합 서열을 포함하는 폴리펩타이드 사슬이다. 고리형 펩타이드는 다양한 연결 형태로 생성될 수 있는데 예를 들어 사이클로스포린에서 펩타이드의 아미노 말단과 카복실 말단 사이의 연결을 통해 형성될 수 있다. 바시트라신은 아미노 말단과 곁사슬 사이의 연결을 통해 형성되며, 콜리스틴은 카복실 말단과 곁사슬 사이의 연결을 통해서 형성되고, 아마니틴은 두 개의 곁사슬 사이의 연결이나 보다 더 복잡한 배열로 형성된다. 많은 고리형 펩타이드들이 자연에서 발견되었으며, 실험실에서도 합성되었다. 고리형 펩타이드들의 길이는 단지 두 개의 아미노산 잔기에서부터 수백 개의 아미노산 잔기까지 다양하다. 본질적으로 고리형 펩타이드는 종종 항균성 또는 독성을 가지고 있다. 의학에서 이들은 항생제 및 면역억제제와 같은 다양한 용도를 가지고 있다. 박층 크로마토크래피는 바이오매스의 조추출액(粗抽出液, crude extract)에서 고리형 펩타이드를 검출하는 편리한 방법이다.

## 분류
고리형 펩타이드는 고리를 구성하는 결합의 유형에 따라 분류할 수 있다.
- 사이클로스포린 A와 같은 호모데틱 고리형 펩타이드는 고리가 정상적인 펩타이드 결합(즉, 한 잔기의 알파 카복실기와 다른 잔기의 알파 아미노기 사이에 결합)으로 구성된 것이다. 가장 작은 것은 2,5-다이케토피페라진이며,[4] 다이펩타이드의 고리화로부터 파생된다.
- 고리형 아이소펩타이드는 마이크로시스틴 및 바시트라신에서와 같이 한 잔기의 곁사슬과 다른 잔기의 알파 카복실기 사이의 연결과 같은 하나 이상의 비-알파 아마이드 결합을 포함한다.
- 아우레오바시딘 A 및 HUN-7293과 같은 고리형 뎁시펩타이드는 아마이드 결합 대신에 하나 이상의 락톤(에스터) 결합을 가지고 있다. 카할라라이드 F, 테오넬라펩톨라이드, 디뎀닌 B와 같은 일부 고리형 뎁시펩타이드는 C-말단 카복실과 사슬에 있는 Thr 또는 Ser 잔기의 곁사슬 사이에서 고리화된다.
- 아마니틴 및 팔로이딘과 같은 두고리 펩타이드는 일반적으로 두 곁사슬 사이에 가교 그룹을 포함한다. 아마톡신에서 이것은 Trp과 Cys 잔기 사이에 설폭사이드 가교로 형성된다. 다른 두고리 펩타이드로는 에키노마이신, 트라이오스틴 A, 셀로젠틴 C 등이 있다.
- 두 개의 시스테인 사이에 이황화 결합을 통해 고리화된 다수의 두고리 펩타이드 및 한고리 펩타이드들이 있으며, 옥시토신이 주목할만한 예이다.

## 생합성
식물의 고리형 펩타이드는 선형 펩타이드 사슬의 번역 그리고 프로테에이스 유사 효소의 활성 또는 다른 방식을 통한 순환 구조로의 후속적인 형성의 두 단계 과정을 통해 합성된다.

## 특성 및 활용
고리형 펩타이드는 소화 과정에 극도로 저항하는 경향이 있어서 새로운 경구 약물을 연구하는 과학자들이 관심을 가지고 있다.
예는 다음과 같다.
- 아마니틴
- 바시트라신
- 콜리스틴
- 사이클로스포린
- 악티노마이신
- 댑토마이신
- 그라미시딘 S
- 히메니스타틴
- 마이크로시스틴
- 니신
- 노둘라린
- 옥트레오타이드
- 폴리믹신 B
- 프리스티나마이신
- 발리노마이신 (기술적으로는 뎁시펩타이드)
- 반코마이신
- 비스쿰아마이드
- 유나닌 A

## 같이 보기
- 비리보솜 펩타이드
- 란티바이오틱스, 19~37개의 잔기 및 1~5개의 가교